# Campionati europei under 23 di atletica leggera 2003
Il IV Campionato europeo under 23 di atletica leggera si è disputato a Bydgoszcz, in Polonia, dal 17 al 20 luglio 2003.

## Nazioni partecipanti
Tra parentesi, il numero di atleti partecipanti per nazione.
- Albania (3)
- Armenia (1)
- Austria (5)
- Azerbaigian (2)
- Belgio (23)
- Bielorussia (44)
- Bosnia ed Erzegovina (1)
- Bulgaria (5)
- Rep. Ceca (23)
- Cipro (5)
- Croazia (12)
- Danimarca (3)

- Estonia (17)
- Finlandia (33)
- Francia (61)
- Georgia (1)
- Germania (62)
- Grecia (27)
- Irlanda (18)
- Islanda (2)
- Israele (4)
- Italia (34)
- Lettonia (14)
- Liechtenstein (1)

- Lituania (12)
- Lussemburgo (1)
- Macedonia (2)
- Malta (2)
- Moldavia (5)
- Norvegia (8)
- Paesi Bassi (18)
- Polonia (68)
- Portogallo (11)
- Regno Unito (53)
- Romania (18)

- Russia (48)
- San Marino (2)
- Serbia e Montenegro (5)
- Slovacchia (10)
- Slovenia (6)
- Spagna (41)
- Svezia (28)
- Svizzera (13)
- Turchia (6)
- Ucraina (35)
- Ungheria (22)

## Risultati
I risultati del campionato sono stati:

### Uomini
| Specialità | Oro                                                                     | Prestazione | Argento                                                                        | Prestazione | Bronzo                                                                            | Prestazione |
| Corse piane |                                                                         |             |                                                                                |             |                                                                                   |             |
| 100 metri | Ronald Pognon Francia                                                   | 10"19       | Argo Golberg Estonia                                                           | 10"28       | Fabrice Calligny Francia                                                          | 10"34       |
| 200 metri | Chris Lambert Regno Unito                                               | 20"34       | Marcin Jędrusiński Polonia                                                     | 20"39       | Johan Wissman Svezia                                                              | 20"43       |
| 400 metri | Leslie Djhone Francia                                                   | 45"04       | Timothy Benjamin Regno Unito                                                   | 45"86       | Rafał Wieruszewski Polonia                                                        | 45"87       |
| 800 metri | René Herms Germania                                                     | 1'46"26     | Florent Lacasse Francia                                                        | 1'46"47     | Manuel Olmedo Spagna                                                              | 1'46"83     |
| 1.500 metri | Mounir Yemmouni Francia                                                 | 3'44"02     | Xavier Areny Spagna                                                            | 3'44"65     | Lorenzo Perrone Italia                                                            | 3'45"05     |
| 5.000 metri | Chris Thompson Regno Unito                                              | 13'58"62    | Mo Farah Regno Unito                                                           | 13'58"88    | Robert Connolly Irlanda                                                           | 14'03"75    |
| 10.000 metri | Ioannis Kanelopoulos Grecia                                             | 29'00"78    | Vasyl Matviychuk Ucraina                                                       | 29'01"29    | Paweł Ochal Polonia                                                               | 29'17"41    |
| Corse a ostacoli |                                                                         |             |                                                                                |             |                                                                                   |             |
| 110 metri ostacoli | Ladji Doucouré Francia                                                  | 13"25       | Philip Nossmy Svezia                                                           | 13"50       | Gregory Sedoc Paesi Bassi                                                         | 13"55       |
| 400 metri ostacoli | Marek Plawgo Polonia                                                    | 48"45       | Christian Duma Germania                                                        | 49"53       | Thomas Kortbeek Paesi Bassi                                                       | 49"68       |
| 3000 metri siepi | Martin Pröll Austria                                                    | 8'25"86     | Radosław Popławski Polonia                                                     | 8'27"95     | Jukka Keskisalo Finlandia                                                         | 8'28"53     |
| Staffette |                                                                         |             |                                                                                |             |                                                                                   |             |
| Staffetta 4x100 m | Regno Unito Tyrone Edgar Chris Lambert Darren Chin Dwayne Grant         | 39"31       | Francia Daniel Adolia Fabrice Calligny David Socrier Leslie Dhjone             | 39"38       | Belgio Pieter-Jan Vereecke François Gourmet Kristof Beyens Xavier de Baerdemacker | 39"54       |
| Staffetta 4x400 m | Polonia Rafał Wieruszewski Kacper Skalski Daniel Dąbrowski Marek Plawgo | 3'03"32     | Germania Sebastian Gatzka Christian Duma Steffen Staffelmaier Bastian Swillims | 3'03"36     | Russia Roman Matveyev Dmitriy Petrov Aleksandr Borshchenko Andrey Polukeyev       | 3'04"18     |
| Corse su strada |                                                                         |             |                                                                                |             |                                                                                   |             |
| 20 km marcia | Benjamin Kuciński Polonia                                               | 1h22'07     | Sergey Lystsov Russia                                                          | 1h24'04     | Andrey Talashko Bielorussia                                                       | 1h24'28     |
| Salti |                                                                         |             |                                                                                |             |                                                                                   |             |
| Salto in alto | Aleksander Waleriańczyk Polonia                                         | 2,36 m      | Andrey Tereshin Russia                                                         | 2,27 m      | Wojciech Borysiewicz Polonia                                                      | 2,27 m      |
| Salto con l'asta | Oleksandr Korchmid Ucraina                                              | 5,50 m      | Marvin Osei-Tutu Germania                                                      | 5,50 m      | Maksym Mazuryk Ucraina                                                            | 5,45 m      |
| Salto in lungo | Loúis Tsátoumas Grecia                                                  | 8,24 m      | Volodymyr Zyuskov Ucraina                                                      | 8,22 m      | Danut Simion Romania                                                              | 8,09 m      |
| Salto triplo | Dmitrij Valukevic Bielorussia                                           | 17,57 m     | Marian Oprea Romania                                                           | 17,28 m     | Rudolf Helpling Germania                                                          | 16,66 m     |
| Lanci |                                                                         |             |                                                                                |             |                                                                                   |             |
| Getto del peso | Pavel Lyzhyn Bielorussia                                                | 20,43 m     | Pavel Sofin Russia                                                             | 20,33 m     | Rutger Smith Paesi Bassi                                                          | 20,18 m     |
| Lancio del disco | Rutger Smith Paesi Bassi                                                | 59,90 m     | Dmitriy Sivakov Bielorussia                                                    | 58,00 m     | Bogdan Piščal'nikov Russia                                                        | 56,88 m     |
| Lancio del martello | Krisztián Pars Ungheria                                                 | 77,25 m     | Eşref Apak Turchia                                                             | 76,52 m     | Aleksandr Vashchyla Bielorussia                                                   | 71,91 m     |
| Lancio del giavellotto | Alexandr Ivanov Russia                                                  | 82,59 m     | Igor Janik Polonia                                                             | 82,54 m     | Tero Pitkämäki Finlandia                                                          | 78,84 m     |
| Prove multiple |                                                                         |             |                                                                                |             |                                                                                   |             |
| Decathlon | André Niklaus Germania                                                  | 7.983 p.    | Indrek Turi Estonia                                                            | 7.864 p.    | Atis Vaisjuns Lettonia                                                            | 7.681 p.    |
| record mondiale; record mondiale stagionale; miglior prestazione mondiale under 23; miglior prestazione mondiale stagionale under 23; record europeo; miglior prestazione europea stagionale; miglior prestazione europea under 23; miglior prestazione europea stagionale under 23; record dei campionati; record nazionale; record nazionale under 23; record personale; record personale stagionale. |                                                                         |             |                                                                                |             |                                                                                   |             |

### Donne
| Specialità | Oro                                                                     | Prestazione | Argento                                                               | Prestazione | Bronzo                                                             | Prestazione |
| Corse piane |                                                                         |             |                                                                       |             |                                                                    |             |
| 100 metri | Georgia Kokloni Grecia                                                  | 11"33       | Daria Onyśko Polonia                                                  | 11"46       | Aksana Drahun Bielorussia                                          | 11"48       |
| 200 metri | Maryna Maydanova Ucraina                                                | 22"82       | Maja Nose Slovenia                                                    | 23"09       | Dorota Dydo Polonia                                                | 23"34       |
| 400 metri | Helen Karagounis Regno Unito                                            | 51"78       | Solene Désert Francia                                                 | 52"05       | Tatyana Firova Russia                                              | 52"14       |
| 800 metri | Rebecca Lyne Regno Unito                                                | 2'04"66     | Lucia Klocová Slovacchia                                              | 2'05"02     | Esther Desviat Spagna                                              | 2'05"38     |
| 1.500 metri† | Olesya Chumakova Russia                                                 | 4'11"75     | Lisa Dobriskey Regno Unito                                            | 4'12"95     | Ingvill Måkestad Norvegia                                          | 4'13"58     |
| 5.000 metri | Elvan Abeylegesse Turchia                                               | 15'16"79    | Tatyana Petrova Russia                                                | 16'02"79    | Sonia Bejarano Spagna                                              | 16'17"81    |
| 10.000 metri | Krisztina Papp Ungheria                                                 | 33'23"02    | Valentina Levushkina Russia                                           | 33'28"73    | Louise Damen Regno Unito                                           | 33'29"82    |
| Corse a ostacoli |                                                                         |             |                                                                       |             |                                                                    |             |
| 100 metri ostacoli | Susanna Kallur Svezia                                                   | 12"88       | Nadine Hentschke Germania                                             | 12"89       | Mariya Koroteyeva Russia                                           | 12"95       |
| 400 metri ostacoli | Oksana Gulumyan Russia                                                  | 56"23       | Irena Zauna Lettonia                                                  | 56"47       | Maria Rus Romania                                                  | 57"01       |
| 3000 metri siepi | Lyubov Ivanova Russia                                                   | 9'41"16     | Michaela Mannová Rep. Ceca                                            | 9'42"01     | Sigrid Vanden Bempt Belgio                                         | 9'42"04     |
| Staffette |                                                                         |             |                                                                       |             |                                                                    |             |
| Staffetta 4x100 m | Ucraina Nataliya Pyhyda Iryna Shepetyuk Olena Chebanu Maryna Maydanova  | 44"29       | Polonia Anna Radoszewska Daria Onyśko Dorota Dydo Malgorzata Fleiszar | 44"51       | Germania Tanja Kuckelkorn Lisa Schorr Katja Wakan Nadine Hentschke | 44"59       |
| Staffetta 4x400 m | Russia Yuliya Gushchina Natal'ja Ivanova Oksana Gulumyan Tatyana Firova | 3'29"25     | Regno Unito Jenny Meadows Danielle Halsall Kim Wall Helen Karagounis  | 3'30"44     | Germania Eillen Müller Katharina Gröb Tina Kron Claudia Hoffmann   | 3'33"59     |
| Corse su strada |                                                                         |             |                                                                       |             |                                                                    |             |
| 20 km marcia | Athanasia Tsoumeleka Grecia                                             | 1h33'55     | Vera Santos Portogallo                                                | 1h35'18     | Sabine Zimmer Germania                                             | 1h35'56     |
| Salti |                                                                         |             |                                                                       |             |                                                                    |             |
| Salto in alto | Blanka Vlašić Croazia                                                   | 1,98 m      | Yelena Slesarenko Russia                                              | 1,96 m      | Anna Ksok Polonia                                                  | 1,92 m      |
| Salto con l'asta | Yelena Isinbayeva Russia                                                | 4,65 m      | Vanessa Boslak Francia                                                | 4,40 m      | Anna Rogowska Polonia                                              | 4,35 m      |
| Salto in lungo | Carolina Klüft Svezia                                                   | 6,86 m      | Irina Simagina Russia                                                 | 6,70 m      | Ineta Radēviča Lettonia                                            | 6,70 m      |
| Salto triplo | Viktoriya Gurova Russia                                                 | 14,37 m     | Simona La Mantia Italia                                               | 14,31 m     | Ineta Radēviča Lettonia                                            | 14,04 m     |
| Lanci |                                                                         |             |                                                                       |             |                                                                    |             |
| Getto del peso | Natalia Khoroneko Bielorussia                                           | 17,66 m     | Kathleen Kluge Germania                                               | 17,09 m     | Filiz Kadoğan Turchia                                              | 16,72 m     |
| Lancio del disco | Natalya Fokina Ucraina                                                  | 59,30 m     | Jana Tucholke Germania                                                | 58,24 m     | Olga Chernogorova Bielorussia                                      | 56,57 m     |
| Lancio del martello | Kamila Skolimowska Polonia                                              | 71,38 m     | Aksana Miankova Bielorussia                                           | 67,58 m     | Gulfiya Khanafeyeva Russia                                         | 66,98 m     |
| Lancio del giavellotto | Jarmila Klimešová Rep. Ceca                                             | 60,54 m     | Irina Kharun Ucraina                                                  | 58,28 m     | Mariya Yakovenko Russia                                            | 57,52 m     |
| Prove multiple |                                                                         |             |                                                                       |             |                                                                    |             |
| Eptathlon | Jennifer Oeser Germania                                                 | 5.901 p.    | Yvonne Wisse Paesi Bassi                                              | 5.895 p.    | Vasiliki Delinikola Grecia                                         | 5.863 p.    |
| record mondiale; record mondiale stagionale; miglior prestazione mondiale under 23; miglior prestazione mondiale stagionale under 23; record europeo; miglior prestazione europea stagionale; miglior prestazione europea under 23; miglior prestazione europea stagionale under 23; record dei campionati; record nazionale; record nazionale under 23; record personale; record personale stagionale. |                                                                         |             |                                                                       |             |                                                                    |             |

†: Nei 1500 metri piani, Rasa Drazdauskaitė è arrivata seconda con un tempo di 4'12"16, ma ha perso la medaglia conquistata perché successivamente squalificata per doping.

## Medagliere
Legenda
     Paese ospitante
| Posizione | Paese         | Oro | Argento | Bronzo | Totale |
| --------- | ------------- | --- | ------- | ------ | ------ |
| 1         | Russia        | 7   | 7       | 6      | 20     |
| 2         | Polonia       | 5   | 5       | 6      | 16     |
| 3         | Gran Bretagna | 5   | 4       | 1      | 10     |
| 4         | Francia       | 4   | 4       | 1      | 9      |
| 5         | Ucraina       | 4   | 3       | 1      | 8      |
| 6         | Grecia        | 4   | 0       | 1      | 5      |
| 7         | Germania      | 3   | 6       | 4      | 13     |
| 8         | Bielorussia   | 3   | 2       | 4      | 9      |
| 9         | Svezia        | 2   | 1       | 1      | 4      |
| 10        | Ungheria      | 2   | 0       | 0      | 2      |
| 11        | Paesi Bassi   | 1   | 1       | 3      | 5      |
| 12        | Turchia       | 1   | 1       | 1      | 3      |
| 13        | Rep. Ceca     | 1   | 1       | 0      | 2      |
| 14        | Austria       | 1   | 0       | 0      | 1      |
| 14        | Croazia       | 1   | 0       | 0      | 1      |
| 16        | Estonia       | 0   | 2       | 0      | 2      |
| 17        | Lettonia      | 0   | 1       | 3      | 4      |
| 17        | Spagna        | 0   | 1       | 3      | 4      |
| 19        | Romania       | 0   | 1       | 2      | 3      |
| 20        | Italia        | 0   | 1       | 1      | 2      |
| 21        | Portogallo    | 0   | 1       | 0      | 1      |
| 21        | Slovacchia    | 0   | 1       | 0      | 1      |
| 21        | Slovenia      | 0   | 1       | 0      | 1      |
| 24        | Belgio        | 0   | 0       | 2      | 2      |
| 24        | Finlandia     | 0   | 0       | 2      | 2      |
| 26        | Irlanda       | 0   | 0       | 1      | 1      |
| 26        | Norvegia      | 0   | 0       | 1      | 1      |
| Totale    | Totale        | 44  | 44      | 44     | 132    |